# آریک ایر
آریک ایر (به انگلیسی: Arik Air) یک شرکت هواپیمایی با کد یاتا W3 است که در تاریخ ۲۰۰۲ میلادی تأسیس شده و در تاریخ ۳۰ اکتبر ۲۰۰۶ فعالیتش را آغاز کرده‌است. دفتر مرکزی آریک ایر در لاگوس، نیجریه واقع شده‌است و قطب این شرکت هواپیمایی در فرودگاه بین‌المللی کوتوکا قرار دارد و به ۲۶ مقصد، پرواز مستقیم انجام می‌دهد.